# 한동희 (1999년)
한동희(韓東熙, 1999년 6월 1일 ~ )는 KBO 리그 상무 야구단의 내야수이다.

## 아마추어 시절
경남고등학교 시절 팀의 주장과 4번 타자를 맡아 활약했다.

## 롯데 자이언츠시절
2018년 신인 드래프트에서 1차 지명됐다.
스프링 캠프에 신인 중 유일하게 참가했고, 연일 좋은 모습을 보여줬다.
시범 경기에서도 안정된 수비와 타격을 보여주며 주전 3루수 자리를 차지했다.
2018년 4월 21일 SK전에서 서진용을 상대로 데뷔 첫 끝내기 안타를 기록했다.
2018년 6월 1일 한화전에서 휠러를 상대로 데뷔 첫 홈런을 기록했다.

## 상무 야구단시절
2024년 6월 10일에 입대하였다.

## 경력
- 2017년 제 28회 세계 청소년 야구 선수권 대회 국가대표

## 수상
- 2017년 고교 주말 리그 전반기 부산 & 제주권 최우수 선수상, 타격상, 타점상, 홈런상

## 출신 학교
- 대연초등학교
- 경남중학교
- 경남고등학교

## 통산 기록
| 연도 | 팀명  | 타율  | 경기 | 타수 | 득점 | 안타 | 2루타 | 3루타 | 홈런 | 루타 | 타점 | 도루 | 도실 | 볼넷 | 사구 | 삼진 | 병살 | 실책 |
| ---- | ----- | ----- | ---- | ---- | ---- | ---- | ----- | ----- | ---- | ---- | ---- | ---- | ---- | ---- | ---- | ---- | ---- | ---- |
| 2018 | 롯데  | 0.232 | 87   | 211  | 24   | 49   | 13    | 1     | 4    | 76   | 25   | 0    | 1    | 12   | 2    | 58   | 7    | 12   |
| 2019 | 롯데  | 0.203 | 59   | 187  | 12   | 38   | 9     | 0     | 2    | 53   | 9    | 1    | 0    | 18   | 0    | 57   | 3    | 9    |
| 2020 | 롯데  | 0.278 | 135  | 461  | 62   | 128  | 22    | 0     | 17   | 201  | 67   | 0    | 3    | 57   | 5    | 97   | 15   | 17   |
| 2021 | 롯데  | 0.267 | 129  | 424  | 54   | 113  | 24    | 0     | 17   | 188  | 69   | 0    | 1    | 61   | 6    | 95   | 21   | 14   |
| 2022 | 롯데  | 0.307 | 129  | 456  | 43   | 140  | 27    | 0     | 14   | 209  | 65   | 0    | 0    | 33   | 6    | 64   | 15   | 19   |
| 2023 | 롯데  | 0.223 | 108  | 353  | 30   | 71   | 11    | 0     | 5    | 97   | 32   | 1    | 3    | 26   | 1    | 58   | 16   | 12   |
| 통산 | 6시즌 | 0.262 | 647  | 2312 | 225  | 539  | 106   | 1     | 59   | 824  | 267  | 2    | 8    | 207  | 20   | 429  | 77   | 83   |